# Strangalia strigosa
Strangalia strigosa là một loài bọ cánh cứng trong họ Cerambycidae.